# Friedrich Meuring
Friedrich Wilhelm „Frits” Meuring (ur. 6 czerwca 1882 w Amsterdamie, zm. 28 maja 1973 w Haarlem) – holenderski pływak, uczestnik Letnich Igrzysk 1908 w Londynie.
Podczas igrzysk w 1908 roku wystartował na 400 metrów stylem dowolnym, lecz odpadł w eliminacjach.